# Big Wars
Big Wars  (яп. ビッグ・ウォーズ 神撃つ朱き荒野に Big Wars: Kami Utsu Akaki Kouya ni, «Большие войны») — приключенческий научно-фантастический аниме-фильм, снятый в формате OVA, состоящий из 1 серии. Режиссёр — Такидзава Тосифуми, режиссёр эпизодов — Кумэ Иссэй, сценарий — Койдэ Кадзуми, автор оригинала —Арамаки Ёсио.
Премьера состоялась 25 сентября 1993 года.

## Сюжет
С развитием современных технологий люди не только освоили, но и колонизировали планету Марс. Издревле за прогрессом человечества следит древняя раса, именующая себя Богами, которая до поры не вмешивалась в развитие технологий на планете Земля. Кода же люди вторглись и захватили планету, не принадлежащую им, инопланетная раса предприняла меры по истреблению человечества, что привело к продолжительной войне.
Несмотря на отчаянную битву человечества с высокотехнологичным противником и имея на вооружении современные самолёты, орбитальные истребители, гигантские пустынные линкоры наполненные самым современным оружием, людям грозит уничтожение. Инопланетяне располагают невероятно разрушительным оружием, кроме того они владеют технологией способной управлять сознанием человека. Инфицированные люди не в силах противостоять его воздействию, которое способно сломить волю солдат и превратить их в диверсантов. Последней надеждой становится неожиданная вылазка одиночного броненосца «Аоба» который должен нанести решающий удар по инопланетной армаде. Однако миссия, возложенная на капитана Аку становится под угрозу, подруга Акуна демонстрирует признаки нимфомании — первый симптом инопланетного воздействия.

## Персонажи
Капитан Аку — капитан броненосца «Аоба»
Сэйю: Хидэюки Танака
Дальтон
Сэйю: Кодзи Цудзитани
Доктор Ли — врач броненосца «Аоба»
Сэйю: Юми Тома

## Создатели
- Режиссёр — Такидзава Тосифуми
- Режиссёр эпизодов — Кумэ Иссэй
- Сценарий — Койдэ Кадзуми
- Художник — Икэ Нобутака
- Композитор — Като Митиаки